# Gewone glanskakkerlak
De gewone glanskakkerlak (Drymaplaneta communis) is een insect uit de orde kakkerlakken en de familie Blattidae. De soort werd voor het eerst geldig gepubliceerd door Tepper in 1893.

## Leefgebied
De kakkerlak komt voor in het zuidoosten van Australië. Het voedt zich met organisch afval en wordt vaak gevonden bij berken- en eucalyptusbomen. In de jaren '90 was er een plaag van deze soort in Sydney en Melbourne, dit is waarschijnlijk te verklaren omdat de tuinen vochtiger waren, wat de kakkerlak aantrekt. De kakkerlak is echter niet een gezondheidsrisico voor mensen, zoals andere kakkerlakken.